# Alfred Schnüttgen
Alfred Schnüttgen, mit Ordensnamen Reginaldo (* 13. Januar 1930 in Attendorn; † 1. April 1990 in Olinda Brasilien) war ein Franziskanerpater. Er arbeitete als Missionar und Entwicklungshelfer.

## Leben
Alfred Schnüttgen war das jüngste von acht Kindern der Eheleute Anton und Therese Schnüttgen. Er besuchte bis zur Unterprima das Attendorner Gymnasium (heute Rivius-Gymnasium) und trat dann in den Franziskanerorden ein. Nach einjährigem Noviziat in Rietberg wurde er von seinem Orden als Missionar nach Nordbrasilien entsandt. Sein Theologiestudium absolvierte Schnüttgen an den Ordensfakultäten der Franziskaner in Olinda (Provinz Recife) und Salvador da Bahia. Am 10. August 1956 wurde er in Olinda zum Priester geweiht. Zu seiner Lebensaufgabe machte er die Arbeit mit den Fischern im Nordosten Brasiliens, deren Alltag und Nöte er sehr genau studierte. Schnüttgen wurde Priester der Diözese Olinda und Recife und Mitarbeiter von Erzbischof Dom Helder Camara, mit dem ihn ein freundschaftliches Verhältnis verband. Wie dieser war Padre Alfredo ein Vertreter der Befreiungstheologie, die sich als Stimme der Armen versteht und gegen deren Ausbeutung und Entrechtung kämpft. Von einer seelsorglichen Tätigkeit entwickelte sich sein Engagement hin zum Einsatz für die politischen und sozialen Rechte der Fischer. Unter anderem initiierte er die Gründung einer Fischergewerkschaft. Wiederholt geriet er dabei in der Zeit der brasilianischen Militärdiktatur in Konflikt mit der Polizei und den lokalen Oligarchen.
Seiner sauerländischen Heimat blieb Schnüttgen zeitlebens verbunden und stattete ihr regelmäßig Besuche ab. 1961 feierte er in der Attendorner Pfarrkirche St. Johannes Baptist seine Heimatprimiz. Die Unterstützung, die er von dort erhielt, trug unter anderem zum Bau eines Krankenhauses in Itapissuma und eines Tagungshauses für die Fischer in Olinda bei.

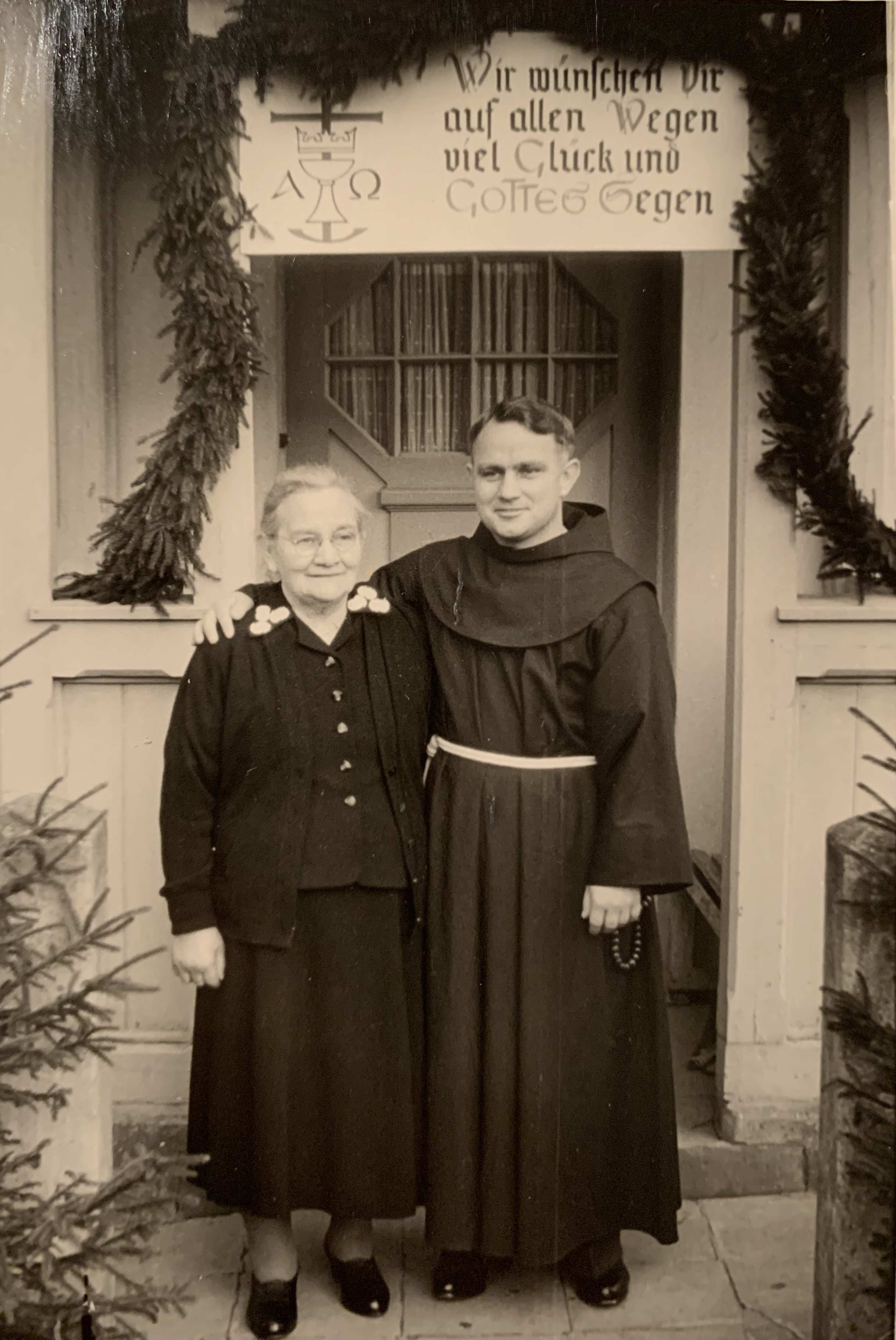

Bei einem Besuch von Fischerprojekten in Westafrika im März 1990 infizierte sich Pater Alfred Schnüttgen mit Malaria. Wenige Tage nach der Rückkehr nach Brasilien starb er am 1. April 1990 im Krankenhaus Tricentenário in Olinda.

## Bedeutung und Ehrungen
Alfred Schnüttgen hat sich als Missionar für soziale Gerechtigkeit in Brasilien eingesetzt. Er gilt als einer der Gründer der Brasilienhilfe als landesbezogene Entwicklungshilfe, die heute von verschiedenen Vereinen fortgesetzt wird. Seine Tätigkeit bestand dabei schwerpunktmäßig in der Arbeit mit Fischern im Rahmen einer solidarischen Fischerpastoral.
1975 entstand unter der Regie von Georg Stingl ein Dokumentarfilm über seine Arbeit unter dem Titel Fischfang in Olinda – Pastoralarbeit bei den Vergessenen. Er veröffentlichte außerdem selbst ein Buch über seine Arbeit unter dem Titel Fischer auf dem Weg ihrer Förderung und Befreiung.
Schon früh erkannte Schnüttgen die Bedeutung des Umweltschutzes, weil die Fischer am eigenen Leib die Auswirkungen der industriellen Wasserverschmutzung erleben mussten.
Die Gemeinde Itapissuma im Nordosten Brasiliens machte Alfred Schnüttgen 1987 zu ihrem Ehrenbürger. In seiner Heimatstadt Attendorn wurde 2013 eine Straße nach ihm benannt. Sein Lebenswerk, die Fischerpastoral in Brasilien, wird bis heute vom Eine Welt e. V. in Attendorn unterstützt.

## Film
- Fischfang in Olinda – Pastoralarbeit bei den Vergessenen. Regie: Georg Stingl, Deutschland 1975